# Ловля душ
«Ловля душ» (нидерл. De zielenvisserij) — картина нидерландского художника периода Золотого века голландского искусства Адриана ван де Венне, написанная маслом на дереве в 1614 году. Картина находится в Рейксмюсеуме в Амстердаме.

## Описание
На картине изображены рыбаки, которые пытаются достать утопающего — за этим действием с берега наблюдают сотни людей. История, изображённая на картине, представляет собой призыв Иисуса Христа к его ученикам: «идите за Мною, и Я сделаю, что вы будете ловцами человеков» (Мк. 1:17). Адриан ван де Венне обратил эту историю в форму и адаптировал к религиозной и политической ситуации того времени.
Ловцы душ утопающих — это протестанты и католики. В то время религиозный конфликт был битвой за политические влияние. Сторонники рыбаков на берегу не позволяют усомниться в этой теории: слева протестантские северные Нидерланды со стадхаудером Морицем Нассау, его братом Фредериком Генрихом, а также их союзниками за ветвью апельсинового дерева. Справа изображен католический Юг с эрцгерцогом Альбертом и его женой Изабеллой, испанским командующим Спинолой, а также Папой Римским, которого несут кардиналы. На стороне протестантов на деревьях растут листья, а на другой стороне — они вянут. Впереди протестантского лагеря, поставив руку на пояс, стоит сам автор.
Атрибуты рыбаков показывают, к какой они принадлежат вере. Протестанты слева, ловят с помощью Библии и веры, надежды и любви, как это написано на сетях. Католики, ведомые епископом, ловят с помощью гимнов и церковными сосудами в носовой и кормовой части лодки. Художник слева от лодки изобразил муху, что является шуткой. Она размером с настоящую муху.